# Conto energia
Conto energia è un programma europeo di incentivazione in conto esercizio della produzione di elettricità da fonte solare mediante impianti fotovoltaici permanentemente connessi alla rete elettrica (grid connected). L'incentivo consiste in un contributo finanziario per kWh di energia prodotta per un certo periodo di tempo (fino a 20 anni), variabile a seconda della dimensione o tipologia di impianto e fino a un tetto massimo di MWp di potenza complessiva generata da tutti gli impianti o a un tetto massimo di somma incentivabile.

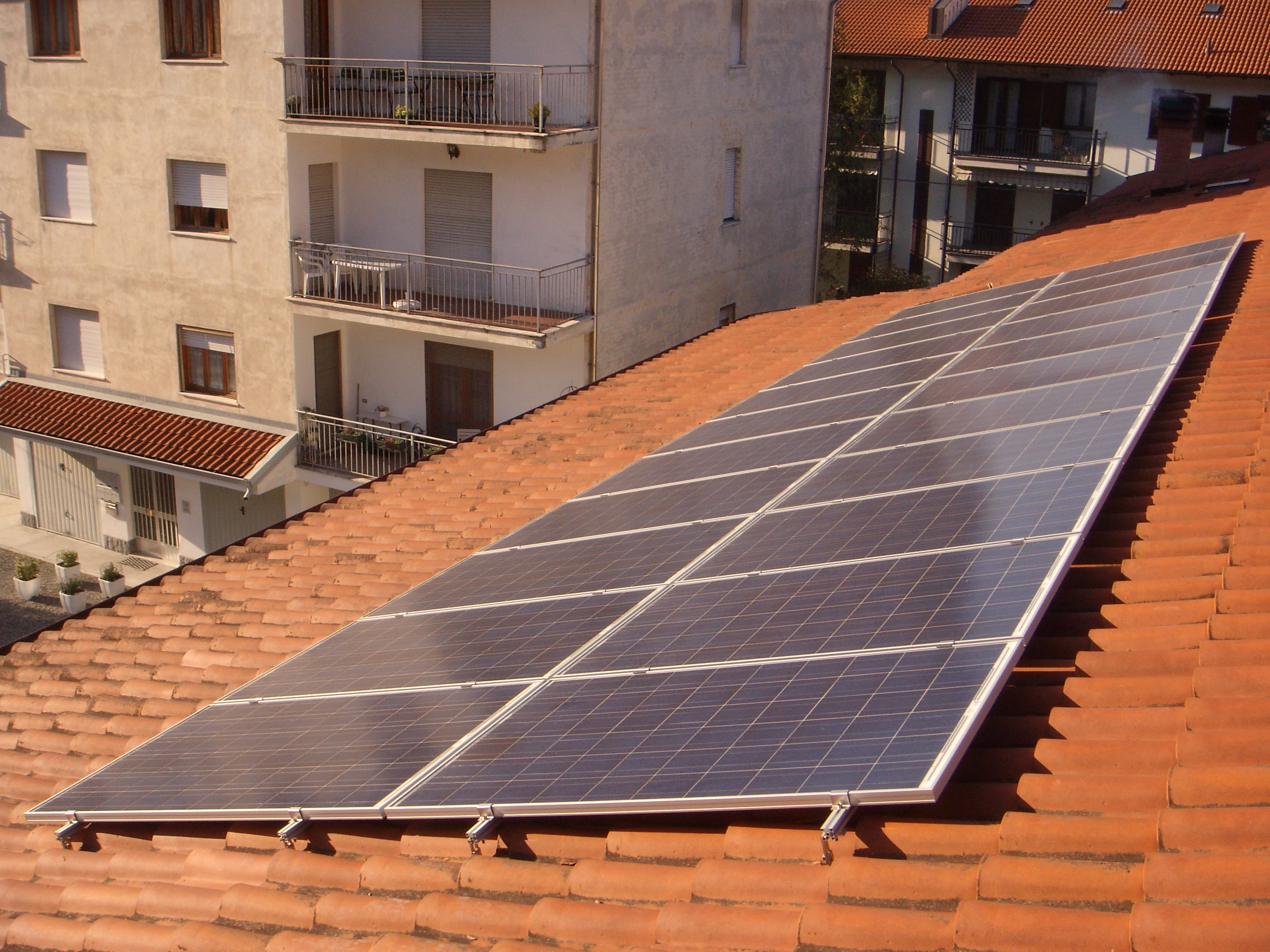
Impianto fotovoltaico su tetto.

Come tale, l'incentivo sulla produzione ha il fine di stimolare l'installazione di impianti fotovoltaici con l'effetto e il vantaggio di garantire, assieme alla parallela copertura (parziale o totale) dei propri consumi elettrici e alla vendita di eventuali surplus energetici prodotti da parte dell'impianto stesso, un minor tempo di recupero dei costi d'impianto o capitale iniziale di investimento (payback period) e successivo maggiore guadagno.

## Il conto energia in Italia
In Italia, dal 2005 al 2013, si contano cinque diversi programmi di incentivazione in Conto Energia, ciascuno in superamento, adeguamento o ridefinizione del precedente. Il 5° conto energia è terminato il 6 luglio 2013 senza l'emanazione di un nuovo piano di incentivi sull'energia prodotta, sostituito però da sgravi fiscali sul costo d'impianto.
Il conto energia arriva in Italia attraverso la Direttiva comunitaria per le fonti rinnovabili (Direttiva 2001/77/CE), che viene recepita con l'approvazione da parte del Parlamento italiano del Decreto legislativo n. 387 del 2003.
L'avvio del conto energia passa per altre due tappe, in particolare l'approvazione del D.M. 28 luglio 2005 (che fissa i tempi e i termini di attuazione) e la Delibera dell'Autorità per l'Energia Elettrica e il Gas n. 188 del 14 settembre 2005 (che stabilisce i modi di erogazione degli incentivi) prodotta.
Dal 19 settembre 2005, è possibile presentare la domanda al Gestore del sistema elettrico (GRTN) per accedere al conto energia. Nel frattempo GRTN è diventato Gestore dei Servizi Energetici (GSE) a seguito del passaggio a Terna Spa del ramo d'azienda dedicato alla gestione della rete elettrica.
La copertura finanziaria necessaria all'erogazione di questi importi è garantita da un prelievo tariffario obbligatorio (cod. A3, poi Asos) a sostegno delle fonti rinnovabili di energia, presente dal 1991 in tutte le bollette dell'energia elettrica di tutti gli operatori elettrici italiani.
Con la componente A3 sono finanziati anche gli impianti CIP6, tra cui sono presenti non solo quelli alimentati da fonti rinnovabili ma anche quelli alimentati da fonti "assimilate" (cogenerazione, fumi di scarico, scarti di lavorazione e/o di processi industriali, fonti fossili prodotte da giacimenti minori isolati, inceneritori, ecc.), di incidenza minimale. Da gennaio 2007 non possono più essere finanziati nuovi impianti a fonti "assimilate", ma solo quelli già autorizzati.

### Il primo conto energia (2005-2007)
A differenza del passato, in cui l'incentivazione all'utilizzo delle fonti rinnovabili avveniva mediante assegnazioni di somme a fondo perduto, grazie alle quali il privato poteva limitare il capitale iniziale investito, il meccanismo del conto energia è invece assimilabile a un finanziamento in conto esercizio, in quanto non prevede alcuna facilitazione particolare da parte dello Stato per la messa in opera, servizio o esercizio dell'impianto.
Il principio che regge il meccanismo del conto energia consiste cioè nell'incentivazione della produzione elettrica e non dell'investimento necessario per ottenerla: il privato proprietario dell'impianto fotovoltaico percepisce somme in modo continuativo, con cadenza tipicamente mensile, per i primi venti anni di vita dell'impianto. Condizione necessaria all'ottenimento delle tariffe incentivanti è che l'impianto sia connesso alla rete elettrica (grid connected) e la dimensione nominale di questo sia superiore a 1 kWp.
Non sono incentivati dal conto energia gli impianti fotovoltaici destinati a utenze isolate e non raggiunte dalla rete elettrica (impianti stand alone).

Simbolo di un componente di classe II (componente con doppio isolamento)

Tra i componenti dell'impianto, i moduli fotovoltaici devono obbligatoriamente rispettare la normativa IEC 61215 (che contempla i soli moduli cristallini, sono quindi esclusi quelli in silicio amorfo o a film sottile) e possibilmente, per la sicurezza elettrica e di chi acquista, essere certificati per l'utilizzo come componente in Classe II (componente con doppio isolamento) definito dalle norme.
Il sistema di conversione deve essere conforme alla norma italiana CEI 11-20 e, per quanto concerne alcuni aspetti tecnici, alle specifiche tecniche del gestore locale della rete, in quanto un gruppo di conversione realizzato per il mercato italiano (con marchio CE) non può essere atto all'utilizzo in altri Paesi dell'Unione europea (ad esempio Francia, Germania, Paesi Bassi) e viceversa. In tutta Europa quindi ogni Paese ha una sua normativa in questo tema.
Il tetto massimo annuo di installazioni, modificato con decreto ministeriale del febbraio 2006, è stato fissato a 85 MWp, come da tabelle seguente, che espone anche l'ammontare dell'incentivo in €/kWh.
| Ammontare incentivo primo conto energia €/kWh            |                                                |       |       |       |       |       |
| Anno domanda                                             | 2005                                           | 2006  | 2007  | 2008  | 2009  | 2010  |
| 1 kW < P <= 20 kW                                        | 0,445                                          | 0,445 | 0,423 | 0,402 | 0,378 | 0,356 |
| 20 kW < P <= 50 kW                                       | 0,460                                          | 0,460 | 0,437 | 0,414 | 0,391 | 0,368 |
| 50 kW < P <= 1 MW                                        | 0,490                                          | 0,490 | 0,466 | 0,441 | 0,417 | 0,392 |
|                                                          | Massima potenza annua installata incentivabile |       |       |       |       |       |
| 1 kW < P <= 50 kW                                        | 60 MW                                          | 60 MW | 60 MW | 60 MW | 60 MW | 60 MW |
| 50 kW < P <= 1 MW                                        | 25 MW                                          | 25 MW | 25 MW | 25 MW | 25 MW | 15 MW |
| Nota: secondo DM 28/07/2005 modificato dal DM 06/02/2006 |                                                |       |       |       |       |       |

Raggiunti questi tetti la categoria viene dichiarata negativa dal GSE, che procederà a rigettare le eventuali ulteriori domande pervenute, obbligando gli intestatari al reinvio delle stesse nell'anno successivo.
Dal lato economico i soggetti pubblici interessati da questa campagna sono GSE Spa e il gestore di rete che prende in carico l'energia.
Con l'entrata in vigore del Decreto pubblicato sulla Gazzetta Ufficiale n. 38 del 15 febbraio 2006, si è istituita una distinzione tra impianti casalinghi (intestati a persone fisiche) e mini-centrali (intestate a soggetti con personalità giuridica).
Ecco in sintesi le differenze:

#### Persone fisiche

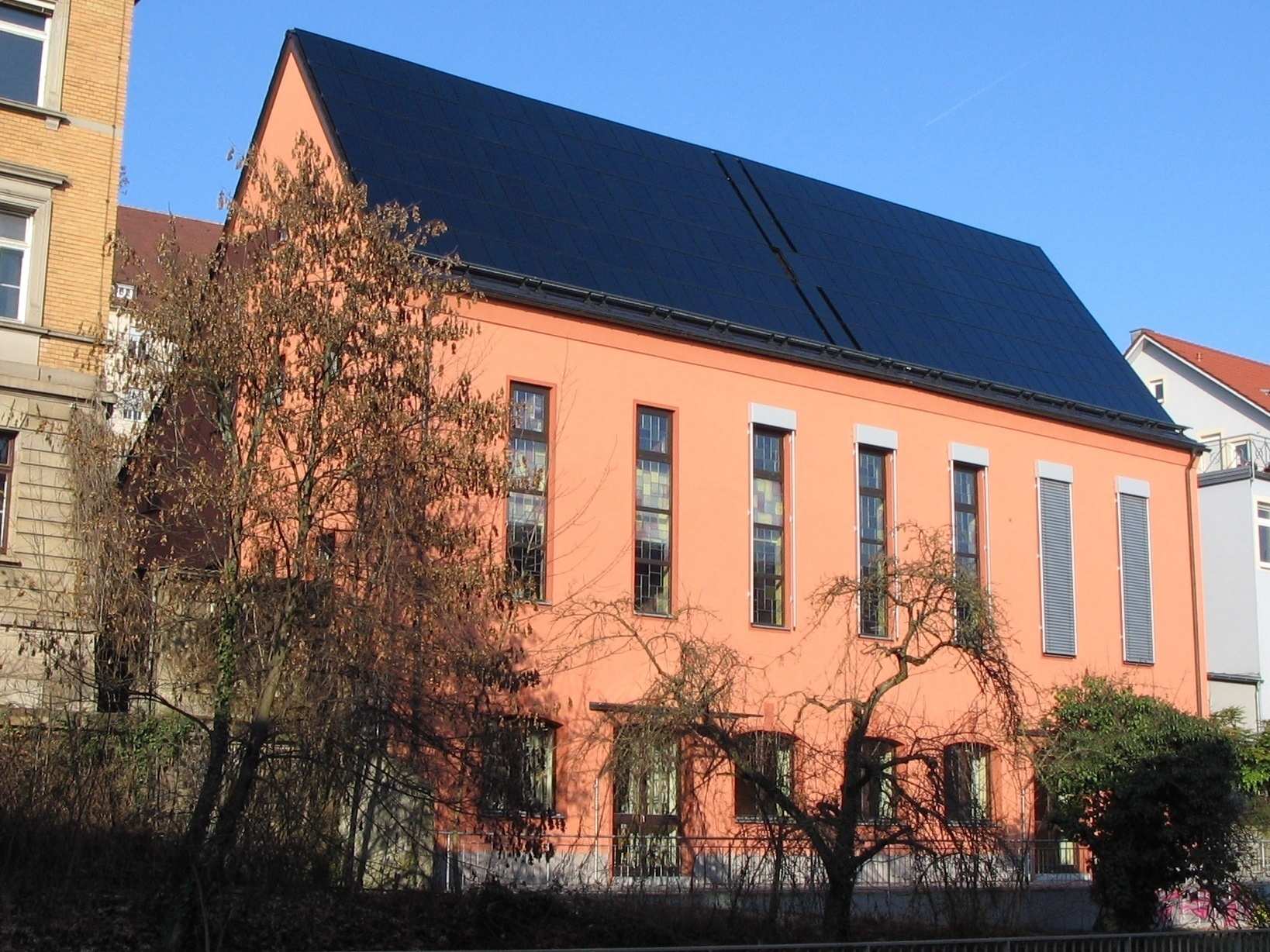
Un esempio di integrazione architettonica

I privati possono essere intestatari di impianti da 1 a 20 kWp, installati su suolo o tetto di proprietà, esclusivamente nel caso di concomitanza del punto di consegna con il punto di prelievo, ossia solo nel caso di applicazione di scambio sul posto a livello fisico.
Il beneficiario percepirà 0,445 €/kWh da parte del GSE limitatamente a quanto reso disponibile alle proprie utenze, ossia soltanto la parte di produzione autoconsumata viene incentivata. Il meccanismo di scambio sul posto consente di operare un saldo annuo tra l'energia elettrica immessa in rete dall'impianto medesimo e l'energia elettrica prelevata dalla rete: sulla base di tale saldo avviene il calcolo e l'erogazione dell'incentivo totale.

L'energia elettrica immessa in rete e non consumata nell'anno di riferimento costituisce invece un credito, in termini di energia, che può essere utilizzato nel corso dei tre anni successivi a quello in cui matura. Al termine dei tre anni, l'eventuale credito residuo viene annullato.
Potrà usufruire dell'incentivo su tutta l'energia prodotta se rinuncia al servizio di scambio sul posto. L'eventuale eccesso di produzione non autoconsumato (in questo caso però l'eccesso è quello istantaneo e non quello calcolato a fine anno) può essere rivenduto a un gestore (Enel o società analoga), alle tariffe fissate dall'Autorità per l'energia elettrica e il gas (AEEG), riportate più avanti. In tal caso però è necessario possedere partita IVA. Dal 1º luglio 2010 anche i privati possono vendere su richiesta l'eccedenza di produzione.
La durata dell'incentivo è pari a venti anni. La tariffa iniziale, per chi viene ammesso agli incentivi a partire dal 2007, viene determinata a partire dal valore dell'anno precedente con una riduzione del 5% annuo, corretta dall'adeguamento ISTAT. Determinata la tariffa iniziale, essa è mantenuta fissa per i venti anni di incentivazione.
A questo meccanismo si aggiungono le possibilità offerte dallo scambio sul posto, cioè la possibilità di autoconsumare senza alcuna spesa la propria produzione energetica, portandola in decurtazione dalle proprie bollette della corrente elettrica. In questo modo oltre all'incentivazione si guadagna non il prezzo di mercato all'ingrosso ma il prezzo al dettaglio, sensibilmente superiore.
Anche qui l'eventuale surplus di produzione rispetto ai consumi viene portato a credito, costituendo una specie di bonus energetico consumabile entro 36 mesi e dal 1º luglio 2010 anche vendibile (facendone richiesta una volta all'anno).
È previsto un incremento della tariffa del 10% nel caso di integrazione architettonica, ma in questo caso viene perso l'adeguamento ISTAT fino al 2012.
La liquidazione delle spettanze avviene su base mensile, eventualmente rimandata al mese successivo qualora il credito risultante fosse inferiore a 250,00 euro.

#### Persone giuridiche
I soggetti titolari di partita IVA possono beneficiare di un'incentivazione sull'intera produzione fotovoltaica, e non solo sulla parte autoconsumata.
Questi soggetti possono ottenere queste tariffe:
- 0,445 €/kWh per gli impianti da 1 a 20 kWp che optano per lo scambio sul posto;
- 0,46 €/kWh per gli impianti da 1 a 50 kWp che optano per l'intera cessione in rete;
- 0,49 €/kWh da sottoporre a ribasso d'asta per gli impianti da 50 kWp a 1 MWp (1000 kWp).

Nel caso di cessione in rete, l'eventuale eccesso di produzione non viene portato a credito, ma istantaneamente rivenduto a un gestore (Enel o società analoga), alle tariffe fissate dall'Autorità per l'energia elettrica e il gas (AEEG) di:
- 0,095 €/kWh per impianti dalla produzione annua inferiore a 500 MWh;
- 0,08 €/kWh per impianti dalla produzione annua compresa tra 500 MWh e 1 GWh (1000 MWh);
- 0,07 €/kWh per impianti dalla produzione annua maggiore di 1 GWh.

Questa operazione di vendita avviene in regime IVA.
Anche in questo caso, la durata dell'incentivo è pari a venti anni. La tariffa iniziale, per chi viene ammesso agli incentivi a partire dal 2007, viene determinata a partire dal valore dell'anno precedente con una riduzione del 5% annuo corretta dall'adeguamento ISTAT. Determinata la tariffa iniziale, essa è mantenuta fissa per i venti anni di incentivazione.
Si noti che per gli impianti superiori a 50 kWp, il Decreto ha sostituito l'obbligo di presentare fideiussione di 1 500 €/kWp al momento della domanda con l'obbligo di presentare un'autocertificazione di impegno a costituirne una di 1 000 €/kWp solo in caso di ottenimento della tariffa incentivante.
Se il soggetto responsabile dell'impianto è un'Amministrazione dello Stato, una Regione, una Provincia autonoma oppure un Ente locale è esentato dal suindicato obbligo di prestare cauzione.
Un'ulteriore facoltà concessa alle persone giuridiche è la possibilità di impiego di moduli secondo la norma CEI EN 61646 (82-12) "Moduli fotovoltaici (FV) a film sottile per usi terrestri."
Con il conto energia il tempo di ammortamento di un impianto fotovoltaico è di circa undici anni (per il Nord Italia), per cui dal 12º anno in poi l'impianto diventa in qualche modo redditizio.
Nelle valutazioni economiche è inoltre necessario considerare anche la vita utile dei pannelli (tipicamente venti anni), e soprattutto il rendimento, che non è costante per tutta la vita del pannello, ma cala gradualmente con il passare del tempo.

#### Iter burocratico
Al GSE vanno inviate le richieste di accesso alle tariffe incentivanti, complete di tutti gli allegati del caso (tra cui un progetto preliminare), come richiesto dalla normativa, nei mesi di marzo, giugno, settembre e dicembre. Il GSE si fa carico di analizzarle entro il primo mese del trimestre successivo e assegnare in ordine cronologico le tariffe incentivanti.
Nel caso di impianti di dimensioni maggiori di 50 kWp, l'ordine cronologico viene sostituito dall'ordine dettato dal ribasso d'asta proposto dal beneficiario degli incentivi (ovvero dal futuro proprietario dell'impianto), previa apertura pubblica delle buste sigillate contenenti i ribassi d'asta proposti.
Entro 60 giorni dal termine del trimestre, il GSE analizza tutte le domande pervenute e comunica gli esiti agli interessati mediante raccomandata entro i successivi 30 giorni.
In genere al termine dei primi 60 giorni viene pubblicata una graduatoria anonima sul sito del GSE Archiviato il 3 aprile 2019 in Internet Archive. che anticipa agli interessati l'esito della domanda. In graduatoria vengono indicati soltanto nominale impianto e comune di ubicazione, presumibilmente per evitare ai beneficiari contatti commerciali indesiderati, come già lamentato ai tempi dei bandi regionali della campagna 10.000 tetti fotovoltaici.
Dalla data di ricevimento della comunicazione positiva, il beneficiario ha 6 mesi di tempo per dare inizio formalmente ai lavori e 12 mesi di tempo per concluderli. Queste tempistiche vengono raddoppiate nel caso di impianti dal nominale maggiore di 50 kWp.
In questa fase non è prevista alcuna sanzione per la rinuncia alla realizzazione dell'impianto anche in caso di risposta positiva, previa comunicazione ufficiale al GRTN.
Il decreto ha eliminato la necessità di presentare il progetto definitivo al GSE e al gestore della sua rete (Enel o società analoga) entro 60 giorni dalla risposta, rimandando di fatto questa pratica al cosiddetto as built finale, nel caso di piccoli impianti in cui è sufficiente una Denuncia di inizio attività, per la quale un progetto definitivo non è indispensabile.
Il gestore di rete ha 30 giorni di tempo dal ricevimento del progetto preliminare per comunicare il punto di consegna, ovvero in che punto la rete verrà predisposta a prendere in carico quanto prodotto dall'impianto. Tutte le spese per il raggiungimento del punto di consegna designato dal gestore sono a carico del beneficiario.
Alla chiusura del cantiere viene rilasciato un regolare certificato di collaudo impianto, che va inviato al gestore di rete per ottenere la connessione.
Il gestore della rete ha 30 giorni di tempo dal ricevimento del certificato di collaudo per allacciare fisicamente l'impianto e autorizzare l'entrata in esercizio dell'impianto.
Entro 6 mesi di tempo dalla data del collaudo l'impianto deve entrare in esercizio regolare, con opportuna comunicazione sia alla società che gestisce la rete (Enel o analoga) sia al GSE, che assegnerà al beneficiario il relativo codice POD.

#### Vantaggi e svantaggi
Il meccanismo del conto energia è stato atteso da anni da parte degli operatori del settore, soprattutto quando le sue qualità si sono messe in luce in Germania nel mese di maggio del 2004, dove si è generato un vero e proprio volano economico, occupazionale e culturale.
Se si considera che tra gli Stati europei l'Italia è uno dei più assolati, soprattutto nelle regioni meridionali, risulta quantomeno curioso che il settore fotovoltaico fosse in assoluto tra i meno sviluppati al mondo, stando ai dati del 2004.
Un impianto fotovoltaico in Italia ha mediamente un fattore di capacità circa pari al 13,1%. Questo valore sale fino al 17,1% spostandosi progressivamente verso sud, contro il 6,85% dell'area tedesca, ai vertici mondiali in quanto a produzione elettrica da fonte fotovoltaica.
La favorevole situazione solare-climatica italiana permette al beneficiario medio di rientrare interamente dei costi sostenuti entro 10 anni (con un minimo al sud di circa 8 anni), e di realizzare un guadagno approssimativamente equivalente in un uguale periodo successivo.
Di contro, a differenza dei finanziamenti a fondo perduto precedentemente impiegati per incentivare il settore, non vi è alcuno strumento di agevolazione per l'esborso iniziale necessario all'installazione dell'impianto fotovoltaico. Addirittura l'agevolazione IRPEF dedicata alle ristrutturazioni edilizie è stata resa parzialmente incompatibile con le tariffe incentivanti, decurtandole di 1⁄3 per tutti i vent'anni previsti.
Per gli impianti non superiori a 20 kW, con il decreto di febbraio 2006, è possibile scegliere fra due opzioni:
- la prima prevede di sottoscrivere con il distributore locale un contratto di scambio sul posto; in tal caso è incentivata la produzione per i propri consumi e ciò implica che è vantaggioso dimensionare l'impianto sul proprio fabbisogno; eventuale eccedenza di produzione non viene pagata ma messa in un conto e consumabile sino a tre anni più tardi;
- l'altra opzione prevede che l'incentivo venga erogato per tutta la produzione immessa in rete o autoconsumata in parte o in toto, in loco e nel momento che viene prodotta; quest'ultima possibilità, pur allineando la tariffa a quella degli impianti superiori, è preclusa ai privati, a causa della necessità che il titolare dell'impianto abbia personalità giuridica, nel senso che possieda una partita IVA; dal 1º luglio 2010 anche ai privati è stata concessa questa facoltà.

#### La situazione prima del secondo conto energia
Di fatto reso operativo il 19 settembre 2005, il conto energia ha avuto un successo inaspettato, esaurendo in soli 9 giorni lavorativi il monte impianti finanziabile secondo il Ministero fino al 2012, di 100 MWp. Con il decreto di febbraio 2006, la capacità incentivabile è stata incrementata da 300 a 1 000 MW sino al 2015 (ma in realtà il primo conto energia termina con le domande nel 2010).
Secondo quanto dichiarato dal GSE stesso mediante comunicato stampa, i dati relativi alle domande presentate dal 19 settembre 2005 al 31 dicembre 2005 sono stati:
- 11 915 richieste pervenute per un totale di 345,5 MWp;
- 9 121 richieste approvate per un totale di 266 MWp.

Questo successo di là da ogni previsione, secondo alcuni avrebbe rappresentato la prova dalle esigenze del mercato da troppo tempo disattese nelle precedenti legislature. Secondo altri era la prova di una eccessiva generosità che avrebbe attirato finanziatori da tutto il mondo. Altri contestano una mancanza di cognizione di causa da parte del Parlamento, che avrebbe risposto alle richieste del mercato ponendo un contingentamento di settore immotivato e deleterio (inesistente nella già citata realtà tedesca).
Secondo altri ancora, il prematuro raggiungimento del contingentamento sarebbe da attribuirsi a una non meglio chiarita operazione di "inquinamento di mercato" da parte di grandi compagnie energetiche estranee al settore fotovoltaico, le uniche che secondo costoro sarebbero dotate di sufficienti agganci politici per ottenere le informazioni necessarie a produrre migliaia di domande in così poco tempo; domande le cui specifiche erano coperte da assoluta segretezza fino ad 9 giorni prima della scadenza. Alla data odierna, tuttavia, nessun soggetto si è prodotto in dichiarazioni ufficiali circa la fondatezza o meno di questi sospetti. Nessun soggetto privato ha infatti accesso alle informazioni relative alle identità dei beneficiari degli incentivi, senza le quali queste e altre voci non possono essere considerate attendibili.
Va inoltre notato che il fatto che non esista alcuna penale per la mancata realizzazione dell'impianto rende le sedute di approvazione delle tariffe artificiosamente affollate di pratiche senza alcun futuro.
Nel mese di dicembre 2005 il Ministero delle attività produttive ha deliberato l'innalzamento del tetto massimo a 500 MWp (pur se divisi in step successivi), riaprendo di fatto istantaneamente le sorti del conto energia in Italia, che ora sono contingentate annualmente a 85 MWp.
Nel mese di giugno 2006 il Ministro dell'ambiente e della tutela del territorio e del mare Pecoraro Scanio ha rilasciato un'intervista nella quale dichiarava apertamente che il primo dei suoi interventi sarebbe stato la revisione delle regolamentazioni per lo sviluppo del settore fotovoltaico italiano, in concerto con il Ministero dello sviluppo economico, che nel Governo Prodi II ha sostituito il Ministero delle attività produttive.
Tutti gli operatori di settore sono concordi nell'interpretare queste affermazioni nella volontà di correggere i tre punti più critici del conto energia: il tetto annuo, le tariffe progressive all'aumentare della dimensione impianto e la mancanza di penale sulla mancata realizzazione impianto.
In particolare, l'intervento in assoluto più atteso è la risoluzione definitiva del problematico tetto annuo, non tanto con l'eliminazione del contingentamento, quanto con l'eliminazione dell'intero iter burocratico delle domande di ammissione.
Sono infatti moltissimi gli impianti autorizzati dal GSE ma impossibili da realizzare per motivi normativi o addirittura tecnici.
I vizi presenti ma non rilevati includono casi di:
- Indirizzi inesistenti;
- Fondi sotto palese vincolo ambientale;
- Impianti multipli sullo stesso fondo;
- Impianti N volte più grandi della dimensione del fondo su cui dovranno poggiare;
- Mancanza di proprietà e/o possesso sul fondo da parte dell'intestatario;
- Soggetti giuridici inesistenti (ovvero Partite IVA errate);
- Incongruenza tra tipologia di beneficiario e tipologia impianto (privati intestatari di impianti > 20 kWp).

La numerosità di queste casistiche sembrerebbe confermare che in sede di approvazione dei progetti, i periti nominati da GSE per lo scrutinamento non si occupino di effettuare alcuna verifica, dando indiretto adito a chi intravede nell'intricato iter burocratico dei fini diversi dal mero contingentamento.
Nel mese di agosto 2006, tardando ogni iniziativa da parte del legislatore, il GSE ha ufficialmente comunicato l'esaurimento del contingentamento 2006 durante la sola scadenza di marzo, dove come previsto la risposta del mercato è risultata in rapporto di 4:1 rispetto ai tetti disponibili.
Le domande di ammissione al conto energia nel frattempo inviate dai privati durante il mese di giugno sono state messe agli atti come "non analizzate". Va notato che il GSE, nonostante avesse ufficialmente l'incarico di comunicare tempestivamente l'esaurimento dei tetti, e nonostante avesse nel frattempo ceduto la gestione della rete nazionale a Terna SpA per meglio concentrare le forze sul fotovoltaico, abbia tardato di oltre 4 mesi questa comunicazione, vanificando il lavoro di 3 mesi dell'intero settore con relativo indotto. Va evidenziato comunque che per ovviare per tempo a questo disservizio, il GSE si era prodotto in dichiarazioni negative in tal senso, seppur via call center e news sul relativo sito internet Archiviato il 3 aprile 2019 in Internet Archive., anziché comunicati stampa ufficiali.
Le scadenze di settembre e dicembre 2006 non hanno avuto luogo.

### Il secondo conto energia (2007-2010)
Grazie al D.M. del 19 febbraio 2007 il Ministero dello sviluppo economico ha fissato i nuovi criteri per incentivare la produzione di energia elettrica da impianti solari fotovoltaici. Il provvedimento consente di eliminare parte delle lungaggini burocratiche che avevano appesantito il precedente conto energia. In particolare non è più necessario attendere l'accoglimento da parte del GSE (ex GRTN) delle tariffe incentivate, poiché una volta richiesto l'allaccio al Gestore di rete locale, si potrà procedere direttamente alla realizzazione dell'impianto, e dopo averlo collegato alla rete elettrica ottenere il riconoscimento per 20 anni della tariffa incentivante in base al tipo di impianto realizzato.
Vengono ovviamente incentivate tariffe su impianti che favoriscono l'accorpamento architettonico all'edificio per piccole produzioni. In questo modo si era certi di poter superare in breve tempo il gap di produzione elettrica in questo settore rispetto alle altre nazioni europee.
Vengono anche modificate le classi di potenza. La prima classe viene suddivisa in una classe degli impianti tra 1 kW e 3 kW, e una tra i 3 kW e i 20 kW di potenza. Alla seconda classe si toglie ogni limite superiore, assorbendo così la terza classe. Questa è una novità maggiore, ovvero l'abolizione del limite di 1 000 kW, quale potenza massima incentivabile per un singolo impianto. Un'altra differenza è che, mentre nel primo conto energia la tariffa incentivante cresceva all'aumentare della potenza, dal secondo conto energia, a maggiore potenza corrisponde una tariffa incentivante minore.
| Ammontare incentivo secondo conto energia €/kWh |               |                        |           |
| Potenza impianto                                | Non integrato | Parzialmente integrato | Integrato |
| 1 kW < P <= 3 kW                                | 0,40          | 0,44                   | 0,49      |
| 3 kW < P <= 20 kW                               | 0,38          | 0,42                   | 0,46      |
| 20 kW < P                                       | 0,36          | 0,40                   | 0,44      |

Un'importante novità introdotta, confermata dopo alcune controverse interpretazioni dalla circolare N. 66/E del 06/12/2007, riguarda il fatto che contrariamente a quanto previsto per la vecchia normativa, ora la tariffa incentivante è applicata su tutta l'energia prodotta e non solamente a quella prodotta e consumata in loco.
La potenza massima incentivabile con il secondo conto energia è di 1200 MW. Raggiunto tale limite, è previsto un ulteriore periodo di 14 mesi (24 mesi per gli impianti intestati a soggetti pubblici) in cui sarà comunque possibile beneficiare delle tariffe incentivanti.

### Novità 2010
La Legge n. 99/2010: Conversione in legge del d.l. 67/2010 recante disposizioni urgenti per la salvaguardia della stabilità finanziaria dell'area euro. Ordine di esecuzione dell'accordo Intercreditor Agreement, pubblicata sulla G.U. della Repubblica italiana n. 150 del 30/06/2010, ha modificato il comma 2 della legge n. 387/2003 che vietava la vendita di energia per gli impianti in regime di SSP (scambio sul posto), e quindi ha determinato di fatto la possibilità di liquidazione dell'eventuale credito risultante dal conteggio SSP, mediante richiesta da farsi annualmente, nel mese di marzo dell'anno successivo, al GSE.

### Regime fiscale
Il regime fiscale relativo all'incentivazione Con riferimento al trattamento fiscale della tariffa incentivante, l'Agenzia delle Entrate ha emanato in data 19/7/2007 la Circolare n.46/E concernente la "Disciplina fiscale degli incentivi per gli impianti fotovoltaici".
- IVA relativa all'acquisto o realizzazione dell'impianto fotovoltaico: per l'acquisto o realizzazione dell'impianto si applica l'aliquota agevolata del 10%, ai sensi del n. 127-quinquies, Tab. A, parte III, del D.P.R. n. 633/72,

trattandosi di impianti di produzione e reti di distribuzione calore-energia e di energia elettrica da fonte solare fotovoltaica
ed eolica.
- Detraibilità delle spese sostenute per l'acquisto o costruzione dell'impianto: l'articolo 19 del D.P.R. n. 633/72 consente la detrazione in funzione dell'utilizzo dell'impianto nell'esercizio di impresa, arte o professione, indipendentemente dal fatto che il soggetto benefici della tariffa incentivante.

Per quanto concerne il trattamento fiscale della tariffa incentivante occorre premettere che l'Amministrazione finanziaria ha chiarito che la stessa non è mai soggetta ad IVA, anche nel caso in cui il soggetto realizzi l'impianto fotovoltaico nell'esercizio di attività di impresa, arte o professione, in quanto la tariffa incentivante si configura come un contributo a fondo perduto, percepito dal soggetto responsabile in assenza di alcuna controprestazione resa al soggetto erogatore.

In pratica nel bilancio d'esercizio il contributo non figurerà come reddito imponibile, ma andrà in diminuzione del valore del cespite ammortizzabile (l'impianto fotovoltaico).

### Norme di riferimento
- Lo scambio sul posto (o SSP), inizialmente previsto per gli impianti di potenza non superiore a 20 kW, è stato esteso agli impianti di potenza fino a 200 kW con la legge finanziaria 2008 (legge n. 244 del 24 dicembre 2007).

Con successivi provvedimenti attuativi, per tali impianti (tra 20 e 50 kW) l'accesso al SSP è stato previsto a partire dal 1º gennaio 2009 (Circolare Entrate n. 46/E/2007 aggiornata dall'Agenzia con risoluzione n. 13/E del 20 gennaio 2009).
La ratio del SSP si concretizza nella ri-attribuzione del bene energia auto-prodotto, ma la sua regolamentazione è così cambiata dal 1º gennaio 2009:
- fino al 31 dicembre 2008: il SSP consentiva all'utente di immagazzinare l'energia prodotta e non consumata e di prelevarla dalla rete in caso di necessità. La tariffa incentivante spettava soltanto in relazione all'energia prodotta e consumata in loco, mentre l'energia prodotta in eccesso rispetto ai consumi era devoluta alla rete, creando così un credito energia.

L'utilizzatore poteva poi prelevarne la medesima quantità in caso di consumi superiori alla produzione. Il credito di energia era utilizzabile entro i tre anni successivi all'anno in cui si formava l'eccedenza di energia prodotta e non consumata.

Nessun costo era sostenuto dall'utente che fruiva del prelievo dell'energia in regime di SSP nei limiti di quella autoprodotta, comprese le eccedenze come calcolate e formatesi in premessa.
- dal 1º gennaio 2009: l'utente che fruisce del SSP conferisce tutta l'energia auto-prodotta nella rete gestita dal GSE, senza fatturazione al momento della sua devoluzione in rete;

il GSE vende sul mercato l'energia ricevuta (in questo caso il GSE funge da intermediario esclusivo verso la Borsa Elettrica - il mercato dell'energia);

l'utente acquista l'energia presso l'impresa fornitrice (Enel Servizio Elettrico SPA o gli altri operatori sul mercato libero), pagando il relativo corrispettivo, maggiorato delle accise e imposte aggiuntive;

il GSE riconosce al produttore un contributo in conto scambio per rimborsarlo del costo di acquisto di energia che non avrebbe dovuto sostenere, nei limiti di quella auto-prodotta, ma non le accise e imposte pagate.
Ulteriori chiarimenti sono stati forniti con i seguenti documenti dell'Agenzia Entrate:
- risoluzione n. 269/E del 27/9/2007: aliquota IVA sulla cessione di kit per impianti termici solari;
- circolare n. 66/E del 6/12/2007: precisazione sulla disciplina fiscale degli incentivi per impianti fotovoltaici;
- risoluzione n. 22/E del 28/1/2008: disciplina fiscale degli incentivi per gli impianti fotovoltaici;
- risoluzione n. 61/E del 22/2/2008: tariffa incentivante – trattamento ai fini IVA e della ritenuta d'acconto;
- risoluzione n. 474/E del 5/12/2008: contratti d'opera per impianti fotovoltaici - IVA agevolata;
- risoluzione n. 20/E del 27/1/2009: agevolazioni fiscali; credito d'imposta; Visco – Sud, benefici e cumulabilità;
- risoluzione n. 112/E del 28/4/2009: società agricola – Trasparenza fiscale ex art. 116 Tuir.[3]

### Il terzo conto energia (2010-2011)
Con il D.M. 6 agosto 2010 viene cambiata la classificazione degli impianti fotovoltaici e vengono definiti limiti di potenza incentivabile in relazione al tipo di impianto. Il terzo conto energia tiene in considerazione la significativa riduzione del costo dei componenti fotovoltaici, prevedendo una progressiva diminuzione della tariffa incentivante. L'obiettivo nazionale è quello di installare complessivamente 8000 MW di potenza nominale (di picco) fotovoltaica entro il 2020.
Gli incentivi partono dalla data di entrata in esercizio dell'impianto, sempre per un periodo di 20 anni. L'impianto può venire realizzato in più sezioni e in tempi diversi, purché a tutto l'impianto corrisponda un solo soggetto e l'ultima sezione venga collegata alla rete entro due anni dalla data di entrata in esercizio della prima sezione.
Il terzo conto energia si applica per gli impianti di potenza superiore a 1 kW che entrano in esercizio dal 1º gennaio 2011. Per gli impianti a concentrazione che entrano in esercizio dal 6 agosto 2010 fino al 31 dicembre 2010, si applicano le tariffe incentivanti del terzo conto energia ma vengono mantenute le procedure d'accesso del secondo conto energia. Per velocizzare i tempi, la documentazione necessaria va inviata unicamente per via telematica al sito del GSE.

### Impianti fotovoltaici e potenza massima incentivabile
Le 3 tipologie di installazione del vecchio conto energia (integrato, parzialmente integrato, non integrato) vengono ridotte a 2 e riclassificate come "su edificio" e "altri impianti". Vengono inoltre aggiunte altre 3 categorie: impianti integrati architettonicamente con caratteristiche innovative, impianti a concentrazione e impianti con innovazione tecnologica. I limiti di potenza incentivabile vengono definiti come segue:
- 3 000 MW per impianti fotovoltaici su edificio e altri impianti
- 300 MW per impianti fotovoltaici integrati con caratteristiche innovative
- 200 MW per impianti fotovoltaici a concentrazione
- Per gli impianti fotovoltaici con innovazione tecnologica, le modalità di incentivazione e il tetto massimo avrebbe dovuto essere definito con un successivo decreto (mai arrivato perché il terzo conto energia verrà reso presto obsoleto dal quarto conto energia).

In caso di esaurimento della massima potenza incentivabile, sono previsti per ciascuna tipologia 14 mesi (24 mesi per i soggetti pubblici), a partire dal raggiungimento del limite, nei quali gli impianti potranno ugualmente usufruire dell'incentivo.

#### Impianti su edificio
Rientrano in questa categoria tutti gli impianti fotovoltaici costruiti su un edificio, indipendentemente dall'uso (residenziale, uffici, industriale, pubblico). Non rientrano nella tipologia di impianti su edifici quelli installati su pergole, serre, barriere acustiche, tettoie, pensiline e le strutture temporanee anche se realizzate su terrazzi di edifici o addossate alle pareti verticali degli stessi.

#### Impianti integrati architettonicamente con caratteristiche innovative
Sono quegli impianti i cui moduli sono sviluppati specificatamente per sostituire elementi architettonici.

#### Impianti a concentrazione
In questi impianti, la radiazione solare viene concentrata tramite sistemi ottici (parabole e/o lenti) su piccole celle fotovoltaiche. Questi sistemi consentono di avere un rendimento maggiore a parità di superficie occupata.

#### Impianti con innovazione tecnologica
Vengono utilizzati moduli e componenti caratterizzati da significative innovazioni tecnologiche.

#### Altri impianti
Tutti gli impianti che non rientrano in una delle precedenti categorie, in particolare gli impianti realizzati a terra.

### Le tariffe
Le tariffe incentivanti del terzo conto energia vengono definite secondo le varie tipologie di impianto e 6 diversi intervalli di potenza nominale (1-3 kW, 3-20 kW, 20-200 kW, 200 kW-1 MW, 1-5 MW, oltre i 5 MW). Gli impianti realizzati su pergole, serre, barriere acustiche, tettoie e pensiline riceveranno una tariffa pari alla media aritmetica della tariffa degli impianti su edificio e quella degli altri impianti fotovoltaici.

Sono anche previsti alcuni "premi" aggiuntivi sulle tariffe incentivanti:
- Una maggiorazione della tariffa incentivante per gli edifici sui quali vengono effettuati interventi che consentono una riduzione di almeno il 10% degli indici di prestazione energetica sia estiva (raffrescamento) che invernale (climatizzazione), per una maggiorazione massima del 30%, che verrà concessa nel caso in cui si realizza una riduzione del 50% degli indici energetici.
- Un incremento del 5% per gli impianti ubicati in zone industriali, commerciali, cave o discariche esaurite, area di pertinenza di discariche o di siti contaminati.
- Un incremento del 5% per gli impianti realizzati dai comuni con popolazione inferiore ai 5 000 abitanti, in cui il comune stesso è il soggetto responsabile.
- Un incremento del 10% per impianti installati in sostituzione di coperture in eternit o comunque contenenti amianto.

Per gli impianti che entrano in esercizio negli anni successivi al 2011, è prevista una decurtazione del 2% annua della tariffa incentivante.
La tariffa incentivante, come per il secondo conto energia, è applicata su tutta l'energia prodotta.

### Scambio sul posto o vendita
Lo scambio sul posto o la vendita dell'energia prodotta in eccesso (non autoconsumata) rappresentano benefici aggiuntivi alla tariffa incentivante.
Gli impianti di potenza inferiore a 200 kW possono beneficiare dello scambio sul posto, che continua anche dopo lo scadere dei 20 anni della tariffa incentivante. Si continuerà a pagare la bolletta del proprio gestore dell'energia elettrica, mentre il GSE compensa economicamente la quantità di energia "scambiata" con la rete (l'ammontare minimo tra l'energia immessa e quella prelevata dalla rete nel periodo di riferimento). Il compenso si configura come rimborso di una parte degli oneri sostenuti per il prelievo di energia dalla rete elettrica, in particolare l'onere servizi e il valore minimo tra l'onere energia e il valore di mercato dell'energia scambiata. Nel rimborso non sono incluse le imposte pagate per l'energia prelevata dalla rete.
Se l'energia immessa in rete dovesse superare quella prelevata, l'utente può scegliere tra due opzioni:
- Tenere l'energia in eccesso per compensare quella prelevata negli anni successivi (senza alcun limite).
- Vendere l'energia in eccesso, nel qual caso verrà pagata dal GSE la sola energia (senza l'onere servizi) al valore di mercato corrente.

In alternativa, e obbligatoriamente per gli impianti superiori ai 200 kW, l'energia immessa in rete può essere venduta indirettamente tramite il GSE oppure direttamente in borsa o ad un grossista.

### Il quarto conto energia (2011-2012)

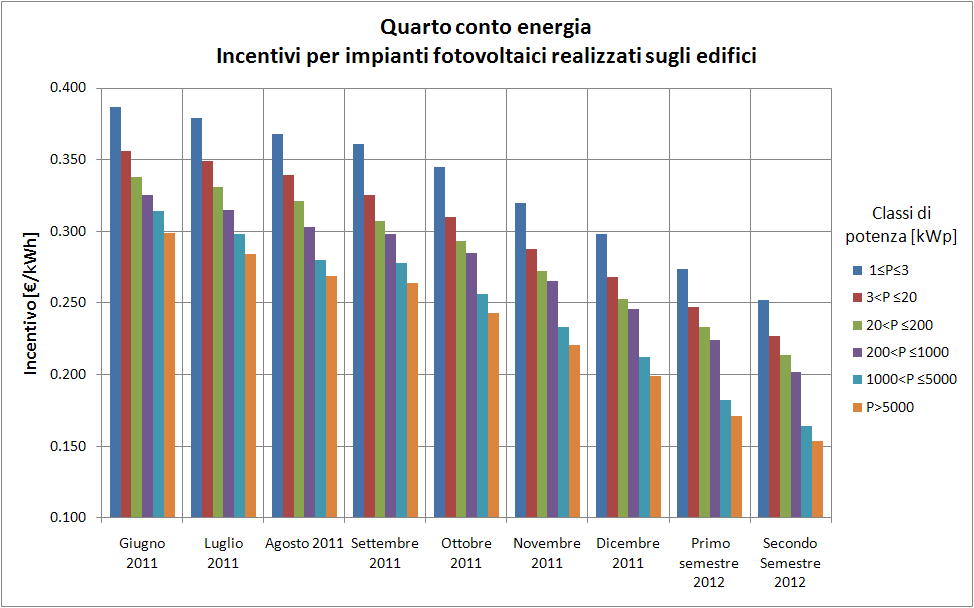
Incentivi per impianti fotovoltaici installati su edifici nel quarto conto energia

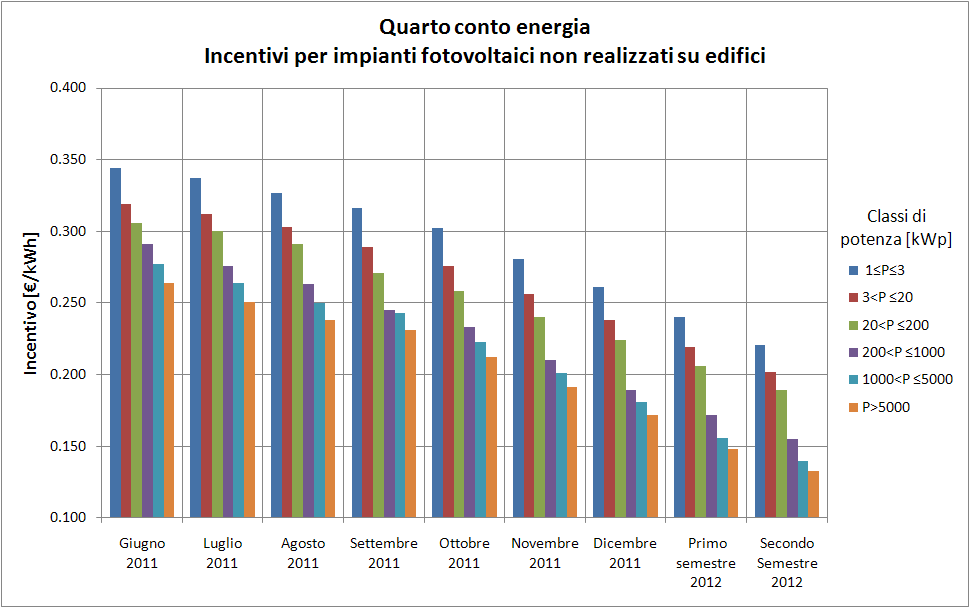
Incentivi per impianti fotovoltaici non installati su edifici nel quarto conto energia

Il D.M 5 maggio 2011 stabilisce le regole per l'accesso agli incentivi per l'installazione di impianti fotovoltaici nel periodo dal 1º giugno 2011 fino al 2016, data entro la quale si presume venga raggiunta la Grid parity. L'ulteriore riduzione delle tariffe incentivanti rispetto al terzo conto energia è stata prevista sia per allinearsi alle direttive della Comunità europea, sia per adeguare gli incentivi al progredire della tecnologia e dei relativi risparmi per l'installazione di nuovi impianti fotovoltaici. L'obiettivo indicativo di potenza fotovoltaica totale installata a livello nazionale entro il 2016 è di 23 GW, corrispondente ad un costo indicativo cumulato annuo degli incentivi stimabile tra 6 e 7 miliardi di euro.

Vengono introdotte alcune novità, di cui le più significative sono:
- Distinzione tra piccoli e grandi impianti. I piccoli impianti sono quelli realizzati su edificio di potenza non superiore ad 1 MW, oppure altri impianti fotovoltaici di potenza non superiore a 200 kW e in regime di scambio sul posto, nonché impianti fotovoltaici di qualsiasi potenza realizzati su edifici e aree delle amministrazioni pubbliche. Vengono distinti anche gli impianti fotovoltaici integrati con caratteristiche innovative e gli impianti a concentrazione. Tutti gli altri impianti rientrano tra quelli "grandi".
- Limiti per l'accesso alle tariffe. Per i piccoli impianti che entrano in esercizio dal 1º giugno 2011 al 31 dicembre 2012, non è previsto alcun limite di potenza massima incentivabile, mentre per i grossi impianti il limite è di 300 M€ (1,2 GW) per il 2011, 150 M€ (770 MW) per il primo semestre 2012 e altri 150 M€ (720 MW) per il secondo semestre 2012. Per i piccoli impianti, nel periodo 2013-2016, il superamento dei limiti di massimo costo/potenza incentivabile non determina l'esclusione all'accesso alla tariffa incentivante, ma determina una riduzione della tariffa sulla base del periodo successivo. L'obiettivo indicativo per il periodo 2013-2016 è di 1,361 G€, ovvero 9,77 GW di potenza incentivabile. Gli impianti integrati innovativi e quelli a concentrazione, sempre per il periodo 2013-2016, hanno dei limiti di potenza massima incentivabile separati (320 MW in totale per ognuna delle due categorie), sempre tenendo in considerazione che il superamento dei limiti non esclude dall'incentivo ma si avrà la tariffa del periodo successivo.
- Il premio relativo alla sostituzione di coperture in eternit o contenenti amianto viene cambiato con un incremento fisso di 0,05 €.
- Viene aggiunto un premio del 10% se almeno il 60% dei componenti (esclusa la manodopera) è prodotto all'interno dell'Unione europea.
- Il prezzo della tariffa incentivante, fissato dall'entrata in esercizio dell'impianto fotovoltaico, verrà progressivamente ridotto, con cadenza mensile per il 2011 e semestrale per il 2012. Gli impianti che entreranno in funzione a partire dal 2013, avranno accesso a 2 diverse tariffe in sostituzione dello scambio sul posto:
  - Tariffa autoconsumo, per l'energia prodotta e autoconsumata.
  - Tariffa omnicomprensiva, per l'energia prodotta e immessa in rete. Questa seconda tariffa è maggiore rispetto a quella per l'autoconsumo, poiché tiene in considerazione una sorta di vendita dell'energia al GSE. Nella pratica, non ci sarà più distinzione tra la quantità di energia scambiata con la rete e quella immessa in eccesso, ma verrà riconosciuta una tariffa "omnicomprensiva".
- Dal collaudo dell'impianto, il gestore della rete ha tempo 30 giorni per l'allacciamento dell'impianto. Nel caso che un eventuale ritardo comporti la perdita del diritto ad una tariffa incentivante, il gestore è tenuto a fornire l'indennizzo previsto dalla delibera ARG/elt 181/10 e successiva integrazione ARG/elt 225/10.
- Gli impianti realizzati su aree agricole potranno accedere al quarto conto energia solo se la potenza nominale non è superiore a 1 MW e, nel caso di più impianti appartenenti ad un unico soggetto, questi dovranno essere distanti almeno 2 km. Inoltre la superficie occupata dall'impianto fotovoltaico non dovrà essere superiore al 10% della superficie totale coltivabile. Questa disposizione non si applica ad aree agricole incolte da più di 5 anni. Essendo esauriti gli obiettivi posti dal quarto conto energia, è stato approvato con D.M. 5 luglio 2012, pubblicato sulla gazzetta ufficiale nº159 del 12 luglio 2012, il quinto conto energia che è attivo a decorrere dai 45 giorni dalla data di pubblicazione, ovvero il 27 agosto 2012.

### Il quinto conto energia (2012-2013)
Con il Decreto Ministeriale del 5 luglio 2012 del Ministero dello sviluppo economico ha preso avvio il 5° Conto Energia con le condizioni di incentivazione qui espresse DM 5-07-2012 Incentivi per energia da fonte fotovoltaica - Quinto Conto Energia. Il termine del 5° Conto Energia è avvenuto il 6 luglio 2013, 30 giorni dopo il raggiungimento della quota massima di energia incentivabile.

### Termine degli incentivi e nuove prospettive
Il 6 luglio 2013 è terminato il 5° Conto energia senza l'emanazione di un nuovo piano di incentivi sull'energia prodotta, sostituito però dalla possibilità di detrazione fino al 50% delle spese di impianto come spese per ristrutturazioni edilizie e mantenendo la possibilità sia di vendere l'energia autoprodotta in eccesso oltre alla copertura parziale o totale dei propri consumi elettrici, sia di accedere al meccanismo dello scambio sul posto, fattori che secondo alcune analisi rendono l'investimento ancora conveniente in termine di tempi di ritorno dell'investimento e successivo guadagno.

## Controversie
Critiche varie sono state mosse al meccanismo degli incentivi in sé, il cui costo ricade sempre sul contribuente consumatore a prescindere dalla sua capacità reddituale, anche se alcune analisi ne smentiscono il peso eccessivo. Non risponde neanche al vero che gli incentivi per il fotovoltaico sono soldi che rimangono in Italia o comunque all’interno dell’economia europea, perché sono erogate anche a grosse realtà degli Stati Uniti ed altre parti del mondo (ad esempio: Parco fotovoltaico di Rovigo, il cui incentivo è incassato dalla First Reserve Corporation di Stamford, Connecticut).
Un altro inconveniente è rappresentato dai grandi interessi economici mobilitati dagli incentivi, spesso di natura mafiosa o criminale, che speculano sugli incentivi alle energie rinnovabili.